# Sarjal
Sarjal (persiska: ساريجلو, ساری چُلّو, سارجَلاه, ساريجِلُو, سَرجَل, سَريچلُّ, ساريجِهلو, Sārījlū) är en ort i Iran.   Den ligger i provinsen Hamadan, i den nordvästra delen av landet, 230 km väster om huvudstaden Teheran. Sarjal ligger 2 138 meter över havet och antalet invånare är 880.
Terrängen runt Sarjal är platt åt sydväst, men åt nordost är den kuperad.Runt Sarjal är det ganska glesbefolkat, med 47 invånare per kvadratkilometer. Närmaste större samhälle är Damaq, 19,9 km söder om Sarjal. Trakten runt Sarjal består i huvudsak av gräsmarker.